# Ковакин
Ковакин (укр. Ковакин) — река и балка, впадающая в Бейкушский лиман, расположенная на территории Очаковского района (Николаевская область, Украина).

## География
Длина — 15 км. Площадь бассейна — 78,4 км². Долина изредка изрезана ярами и промоинами. На протяжении почти всей длины пересыхает, среднее и верхнее течение — наименее маловодное. В приустьевой части создан пруд. Характерны весенние и летние паводки.
Берет начало западнее села Островка. Река и балка проходит в юго-западном направлении, немного меняя угол. Впадает в Бейкушский лиман в селе Черноморка — западнее улицы Береговая. 
Притоки: (от истока к устью) балка Чебанская (правый), балка Бондарева (левый).
Населённые пункты (от истока к устью):
1. Черноморка